# Strop DZ-3

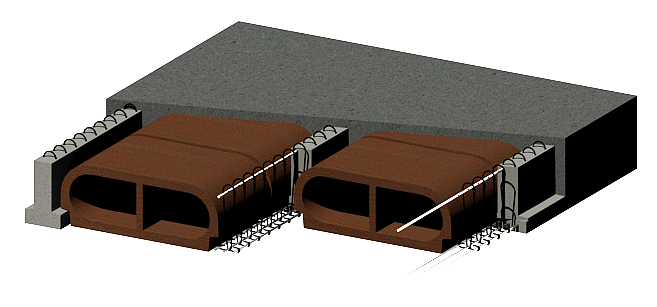
Strop DZ-3

Strop DZ-3 – jedna z odmian stropu DZ. Prefabrykowano-monolityczny strop gęstożebrowy składający się z belek żelbetowych i pustaków ceramicznych, żużlobetonowych lub gruzobetonowych. Charakterystyczną cechą są strzemiona wystające poza górną powierzchnię belki co przyczynia się do lepszego połączenia prefabrykatu z nadbetonem. Stosowany w budownictwie mieszkaniowym i użyteczności publicznej, zastąpił strop DMS.

## Wymiary
Strop
- wysokość konstrukcji 23 cm,
- rozstaw osiowy belek 60 cm,
- grubość płyty nadbetonu 3 cm,

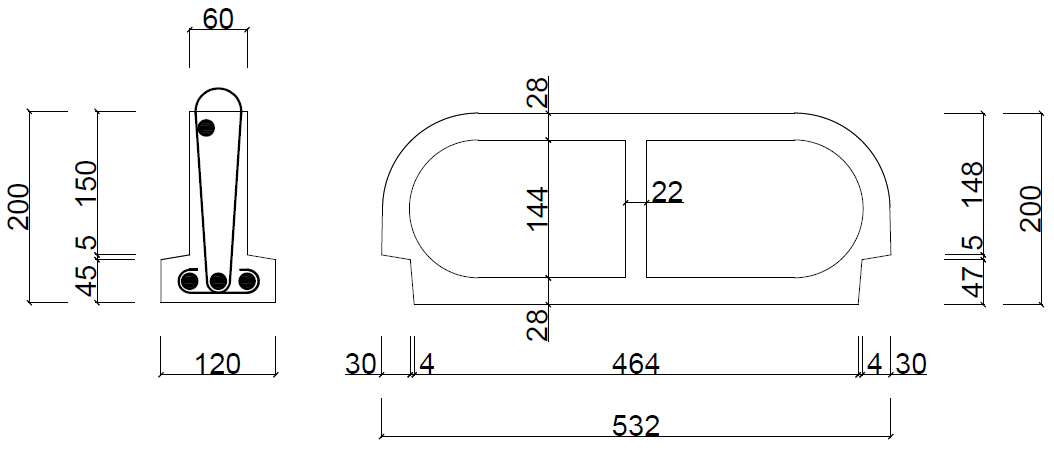
Wymiary elementów stropu DZ-3

- rozpiętość modularna od 2,4 do 6,0 m w odstępach co 30 cm z wyłączeniem rozpiętości 3,3 m i 5,7 m[5].

Belki
- wysokość 20 cm,
- szerokość środnika 6 cm,
- szerokość dolnej stopki 12 cm[6],
- długość oparcia na podporach minimum 8 cm,
- średnica prętów zbrojenia w zależności od rozpiętości i obciążenia od 6 do 16 mm[1].

Pustaki
- wysokość 20 cm,
- szerokość 53 cm,
- długość 30 cm[7].

## Dane techniczne
- nadbeton i beton do produkcji belek klasy C12/15 (B15 lub B20),
- zbrojenie ze stali klasy A-III gatunku 34GS lub klasy A-II gatunku 18GS,
- ciężar konstrukcji:
  - z pustaków ceramicznych 2,55 kN/m²,
  - z pustaków żużlobetonowych 2,65 kN/m²,
  - z pustaków gruzobetonowych 2,96 kN/m²,
- obciążenie użytkowe 3,25 – 4,5 kN/m²[1],
- szacunkowy opór cieplny 0,25 m²K/W[8].

## Wykonanie
Belki układa się w równych odstępach (60 cm w osiach belek) na szczycie ścian. Przy rozpiętości powyżej 4,5 m wymagają podparcia na środku na czas prac budowlanych, a przy rozpiętości ponad 5,4 m należy stosować jedno lub więcej żeber rozdzielczych prostopadłych do belek stropowych. Pod ścianami działowymi równoległymi do belek układa się jedną lub dwie dodatkowe belki. Przestrzenie wypełnia się pustakami, a na ścianach układa wieńce (belki powinny być zakotwione w wieńcu). Następnie wylewa się warstwę nadbetonu. Podporę można usunąć gdy beton uzyska odpowiednią wytrzymałość.

## Obliczenia
W fazie montażu belki oblicza się je jako swobodnie podparte, obciążone ciężarem własnym i obciążeniem montażowym. Maksymalny moment zginający wynosi:
{\displaystyle M_{I}={\frac {ql_{eff}^{2}}{8}}\ [\mathrm {kNm} ],}
gdzie:
{\displaystyle q} – obciążenie rozłożone [kN/m],
{\displaystyle l_{eff}} – rozpiętość efektywna (obliczeniowa) [m].
W fazie eksploatacji oblicza się je jako swobodnie podparte lub częściowo utwierdzone. Na obciążenie składa się: ciężar własny konstrukcji, ciężar warstw stropowych wykończeniowych, obciążenie użytkowe oraz ciężar ścianek działowych. Jeśli jest to obciążenie równomiernie rozłożone maksymalny moment zginający wyraża się wzorem:
{\displaystyle M_{II}={\frac {ql_{eff}^{2}}{n}}\ [\mathrm {kNm} ],}
gdzie:
{\displaystyle q} – obciążenie rozłożone [kN/m],
{\displaystyle l_{eff}} – rozpiętość efektywna (obliczeniowa) [m],
{\displaystyle n} – współczynnik zależny od schematu statycznego, wynoszący:
8 dla swobodnie podpartych,
10 jednostronnie częściowo utwierdzonych,
12 dwustronnie częściowo utwierdzonych.
Na podstawie maksymalnego momentu dobiera się przekrój zbrojenia lub belkę prefabrykowaną korzystając z gotowych tablic. Gdy nośność belki jest niewystarczająca układa się dwie belki obok siebie lub stosuje się żebro poszerzone.

## Wady i zalety
Zalety
- Mniejszy ciężar belki i mniejsza grubość w porównaniu do poprzednio stosowanego stropu DMS[4],
- Mniejsze klawiszowanie[2], czyli uginanie się pojedynczych belek, w porównaniu do innych stropów gęstożebrowych[9],
- Łatwy montaż, pustaki układa się ręcznie, nie wymagane są maszyny budowlane[10].

Wady
- Strop ten nie może być stosowany przy obciążeniach dynamicznych[2].
- Warstwa nadbetonu długo uzyskuje wymaganą wytrzymałość od 2 do 3 tygodni, przez ten czas nie można stropu obciążać[10].